# レオン郡 (テキサス州)
レオン郡（レオンぐん、英: Leon County）は、アメリカ合衆国テキサス州の中央部東に位置する郡である。2010年国勢調査での人口は16,801人であり、2000年の15,335人から9.6%増加した。郡庁所在地はセンタービル市（人口892人）であり、同郡で人口最大の都市はバッファロー市（人口1,856人である。

## 歴史

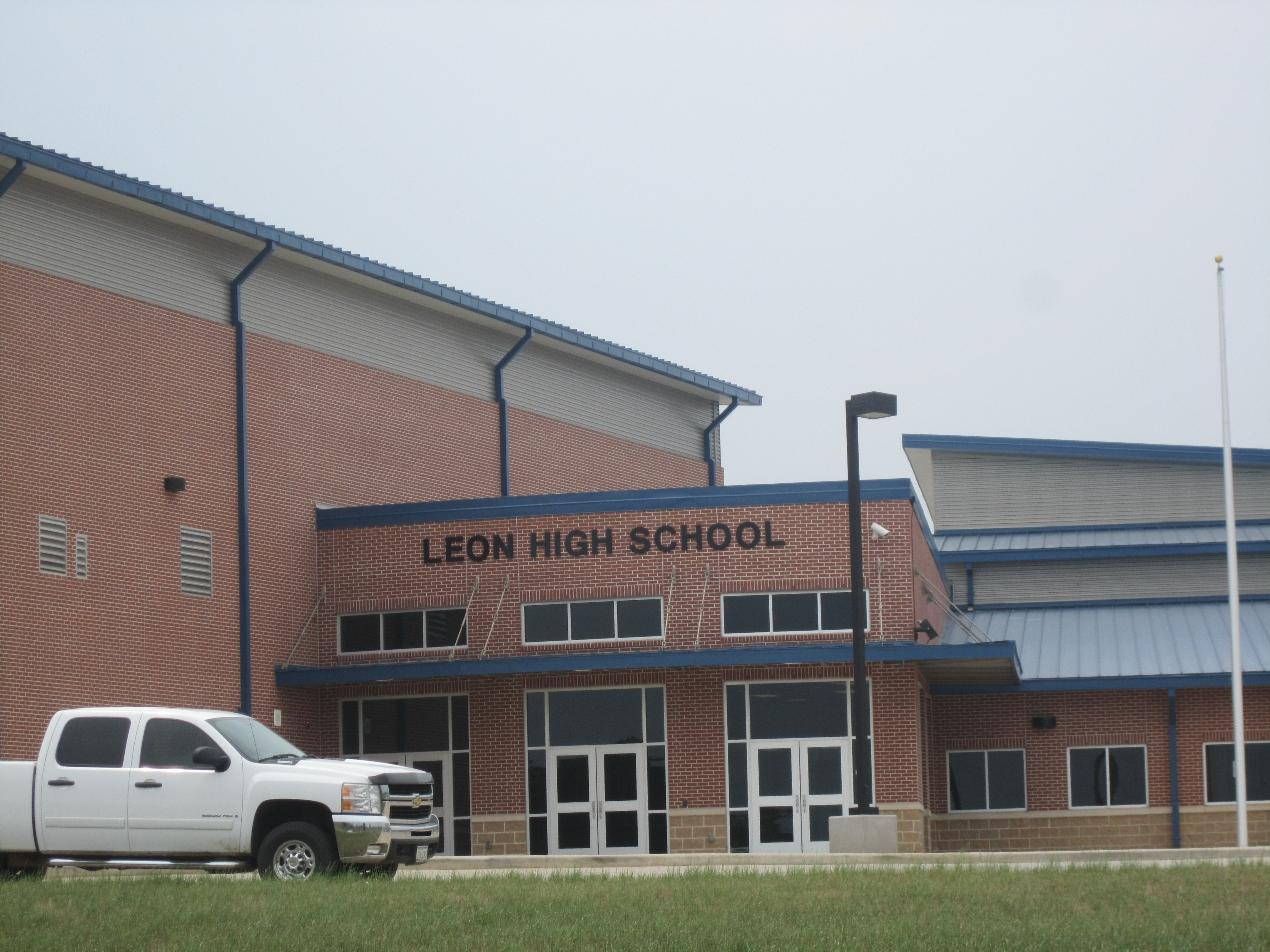
レオン高校

1846年、テキサス共和国議会が、ロバートソン郡の一部からレオン郡の設立を承認し、郡名はビクトリアの町を作ったマーティン・デ・レオンに因んで名付けられた。しかし、地元の伝説ではレオンと呼ばれた黄色いオオカミに因んだことになっている。レオンはスペイン語でライオンである。同年に郡が組織化され、最初の郡庁所在地はレオナだった。レオナは郡内の南の外れにあったので、1851年に郡庁所在地はセンタービルに移された。
1886年、レオン郡庁舎がヒューストン市の建築家ジョージ・エドウィン・ディッキーによって設計され、1858年い建設され火事で焼けていた旧庁舎の残骸も取り込まれた。この郡庁舎は1909年当時の姿に修復され、2007年7月1日に改修工事が完了した。

## 地理
アメリカ合衆国国勢調査局に拠れば、郡域全面積は1,080平方マイル (2,797.2 km2)であり、このうち陸地1,072平方マイル (2,776.5 km2)、水域は8平方マイル (20.7 km2)で水域率は0.77%である。

### 主要高規格道路
- 州間高速道路45号線
- アメリカ国道79号線
- テキサス州道7号線
- テキサス州道75号線

### 隣接する郡
- フリーストーン郡 - 北
- アンダーソン郡 - 北東
- ヒューストン郡 - 東
- マディソン郡 - 南
- ロバートソン郡 - 西
- ライムストーン郡 - 北西

## 人口動態
以下は2000年の国勢調査による人口統計データである。
| 基礎データ - 人口: 15,335人 - 世帯数: 6,189 世帯 - 家族数: 4,511 家族 - 人口密度: 6人/km2（14人/mi2） - 住居数: 8,299軒 - 住居密度: 3軒/km2（8軒/mi2） 人種別人口構成 - 白人: 83.53% - アフリカン・アメリカン: 10.39% - ネイティブ・アメリカン: 0.34% - アジア人: 0.18% - 太平洋諸島系: 0.01% - その他の人種: 4.50% - 混血: 1.06% - ヒスパニック・ラテン系: 7.91% 年齢別人口構成 - 18歳未満: 24.3% - 18-24歳: 6.7% - 25-44歳: 23.4% - 45-64歳: 25.6% - 65歳以上: 20.0% - 年齢の中央値: 42歳 - 性比（女性100人あたり男性の人口） - 総人口: 96.4 - 18歳以上: 92.7 | 世帯と家族（対世帯数） - 18歳未満の子供がいる: 28.2% - 結婚・同居している夫婦: 60.2% - 未婚・離婚・死別女性が世帯主: 9.2% - 非家族世帯: 27.1% - 単身世帯: 24.8% - 65歳以上の老人1人暮らし: 13.1% - 平均構成人数 - 世帯: 2.46人 - 家族: 2.92人 収入と家計 - 収入の中央値 - 世帯: 30,981米ドル - 家族: 38,029米ドル - 性別 - 男性: 32,036米ドル - 女性: 19,607米ドル - 人口1人あたり収入: 17,599米ドル - 貧困線以下 - 対人口: 15.6% - 対家族数: 12.6% - 18歳未満: 21.2% - 65歳以上: 14.3% |

## 都市と町
| - バッファロー - センタービル - 郡庁所在地 - ジューエット - レオナ | - マルケス - ノーマンジー - オークウッド |

### 未編入の町
- コンコード
- イージプト
- フリン
- ヒルトップレイク
- ホープウェル
- レッドブランチ